# کریسمس ولی (اورگن)
کریسمس ولی (به انگلیسی: Christmas Valley) یک منطقهٔ مسکونی در ایالات متحده آمریکا است که در شهرستان لیک، اورگن واقع شده‌است. کریسمس ولی ۱٬۳۱۳ نفر جمعیت دارد و ۱٬۳۱۷ متر بالاتر از سطح دریا واقع شده‌است.